# Skenmål

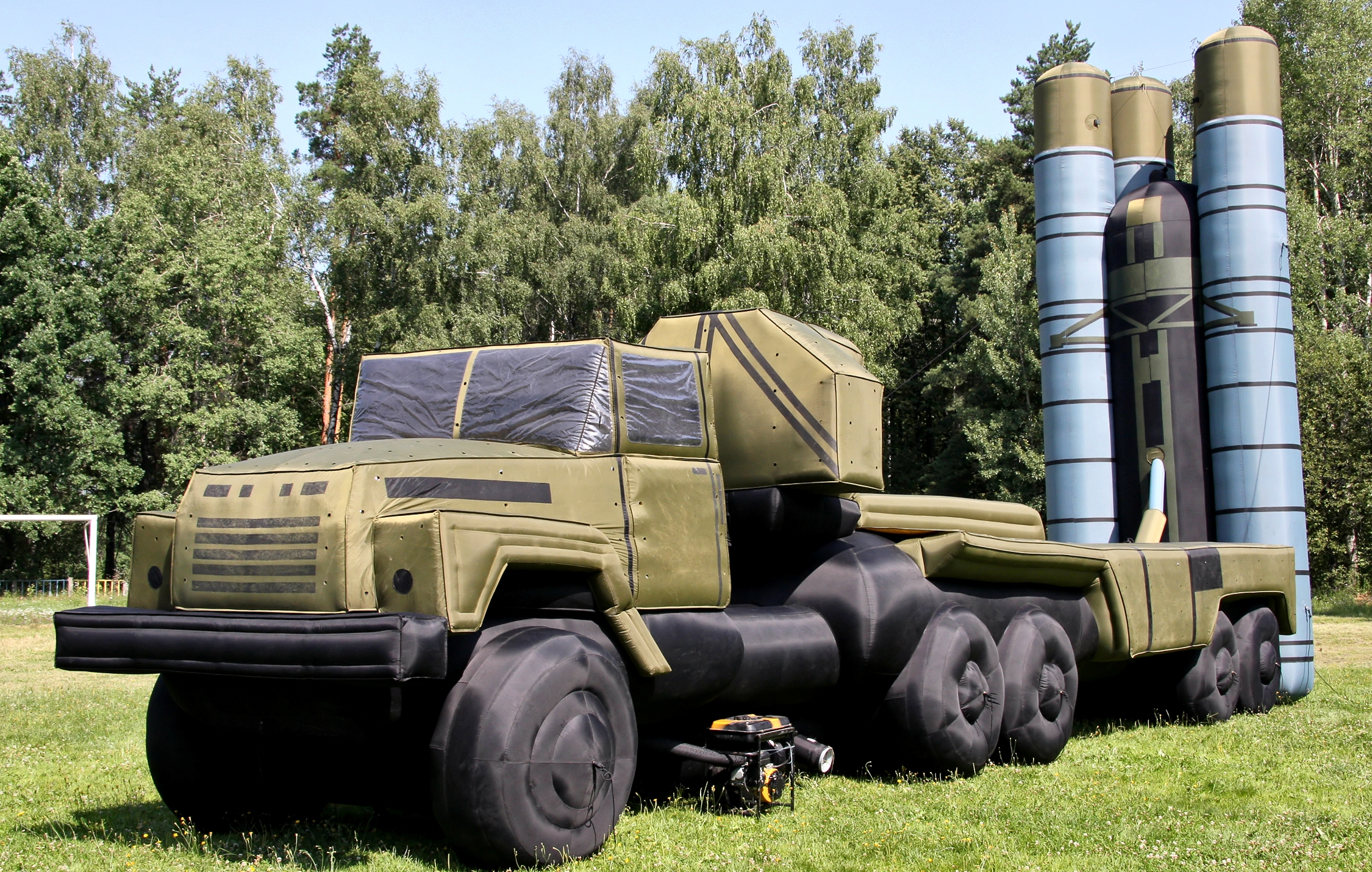
Uppblåsbart attrapp av ett S-300-robotsystem.

Skenmål är en militär term för ett motmedel som ska lura motståndaren att skenmålet är ett verkligt militärt mål. Skenmål kan användas i strid, och syftet är då att ett vapen ska riktas mot skenmålet i stället för det egna fartyget, flygplanet eller stridsfordonet. Remsor och facklor är exempel på sådana. Skenmålet kan också vara en bogserad anordning som avger IR-strålning, reflekterar radar och/eller bullrar för att lura en målsökande robot eller torped att låsa på skenmålet.
Skenmål kan också användas för att vilseleda motståndaren om den egna grupperingen eller de egna planerna. Under förberedelserna för Dagen D under andra världskriget konstruerade de allierade falska flygfält och militärläger i Storbritannien.